# Narodna (nacionalna) in liberalna gibanja v Evropi pred 1848
Nacionalna in liberalna gibanja v Evropi pred letom 1848 so gibanja, katerih posledice so bile leta 1848 liberalne, demokratične, nacionalne in socialne revolucije po Evropi.

## Grčija
Narodni preporod se je začel v začetku 19. stoletja - upor zoper Turke (pesnik Konstantin Rigas); leta 1814 je bila ustanovljena tajna organizacija Heterija (slovensko prijateljstvo). Grško osvobodilno gibanje je imelo za cilj ustanovitev nove Grčije in ozemeljsko naj bi Grčija zavzemala ves Balkanski polotok, del Male Azije in Sredozemlja. Marca 1821 se je upor začel; Grki so po uspehih januarja 1822 (Peloponez, Tesalija, južni Epir in otoki) razglasili neodvisnost Grčije ter osnovali prvo nacionalno demokratično vlado in sprejeli ustavo (ki je Turki niso priznavali). Leta 1825 so Turki zasedli otok Hios (pokol 20.000 Grkov) - ta dogodek je sprožil gibanje v zahodni Evropi (in simpatije do Grčije) in tako je grški upor postal simbol obrambe stare helenistične civilizacije. Denarno in vojaško pomoč so prispevale Združeno kraljestvo, Francija, Nemčija, ... Velesile so zahtevale od Turčije, naj da Grkom avtonomijo. Leta 1827 je združeno rusko-francosko-britansko ladjevje v bitki pri Navarinu premagalo turško, kmalu zatem 1828 pa je Turčiji napovedala vojno tudi Rusija. Mir v Odrinu 1829 je Grkom priznal neodvisnost, ta je bila dokončno razglašena februarja 1830 (meje dve leti kasneje) in tako je Grčija postala ustavna monarhija.

## Italija
Po koncu Napoleonove vladavine je na italijanskem polotoku tudi prišlo do uvajanja. Že konec 18. stoletja so začele nastajati liberalne meščanske in plemiške elite, ki so se zavzemale za liberalizacijo upravnega sistema in za napredek v gospodarskem življenju ter za osamosvojitev tretjega stanu - meščanstva. V te tokove se je vse bolj vpletala nacionalna ideja. V neapeljskem kraljestvu, kamor so se 1815 spet vrnili osovraženi Burboni, je nastalo skrivno protifrancosko združenje karbonarjev (oglarji), ki so se zavzemali za združeno, neodvisno in ustavno Italijo. Julija 1820 je v Neaplju izbruhnila revolucija (marca 1821 je bil upor zatrt, s pomočjo Svete alianse). Karbonarski voditelji so bili obsojeni na dolge zaporne kazni. Februarja 1831 so se v Italiji ponovno pojavili nemiri - v papeški državi (upor so ponovno zadušili Avstrijci). 1832 je nastalo društvo Mlada Italija in 1834 Mlada Evropa, ki ju je ustanovil Giuseppe Mazzini (emigriral v Francijo). Le-ta je bila sestavljena iz italijanskih, nemških in poljskih političnih emigrantov - je postala simbol boja mladih evropskih narodov proti stari monarhistični Evropi. Mazzini postane idejni predstavnik revolucionarnega republikanskounitarističnega krila v italijanskem risorgimentu (vstajenju), ki je postalo politično in socialno gibanje za združeno Italijo.

## ŠpanijainPortugalska
V prvi četrtini 19. stoletja je Španija izgubila svoj kolonialni imperij, v veliki meri tudi Portugalska.
Leta 1808 je Španijo zasedel Napoleon. Nato je leta 1812 španski parlament (cortes) sprejmel ustavo, ki je priznavala suverenost naroda, ustavno monarhijo, delitev oblasti ter zagotavljala temeljne človekove pravice. Po koncu Napoleonove vladavine lets 1814 je kralj Ferdinand VII. Španski odpravil ustavo, razpustil parlament in vpeljal inkvizicijo. Dvajseta in trideseta leta 19. stoletja so bila v Španiji leta prizadevanj liberalcev, da bi ponovno uvedli ustavo, toda zagovorniki so bili hudo preganjani (državljanska vojna).
V letih 1811-1825 je Španija izgubila ves svoj kolonialni imperij v Amerikah, razen Kube, Portorika in Filipinov. Ostale bivše španske kolonije pa so postale neodvisne države: Paragvaj (1813), Argentina (1816), Kolumbija (1819), Venezuela (1821), Peru (1821), Mehika (1824), Bolivija (1825) in Urugvaj (1828). Leta 1822 je tudi Brazilija, največja portugalska kolonija razglasila neodvisnost in postala cesarstvo.